# Moruloidea tasmaniae
Moruloidea tasmaniae är en kräftdjursart som först beskrevs av Baker1926.  Moruloidea tasmaniae ingår i släktet Moruloidea och familjen klotkräftor. Inga underarter finns listade i Catalogue of Life.